# Sebastian Nanasi
Sebastian Nanasi (Kristianstad, 16 de mayo de 2002) es un futbolista sueco que juega de delantero en el R. C. Estrasburgo de la Ligue 1.

## Trayectoria
Nanasi comenzó su carrera deportiva en el Kristianstad F. C. en 2018, año en el que dejó su ciudad natal para jugar en el Malmö FF de la Allsvenskan.
En 2020 se marchó cedido al Varbergs BoIS.
Una vez terminada la cesión regresó al Malmö, con el que consiguió debutar en la Liga de Campeones de la UEFA, en un partido frente a la Juventus de Turín, que perdieron por 0-3.

## Selección nacional
Nanasi ha sido internacional sub-17 y sub-19 con la selección de fútbol de Suecia.

## Clubes
| Club                   | País    | Año       |
| ---------------------- | ------- | --------- |
| Kristianstad F. C.     | Suecia  | 2018      |
| Malmö FF               | Suecia  | 2018-2024 |
| Varbergs BoIS (cedido) | Suecia  | 2020      |
| Kalmar FF (cedido)     | Suecia  | 2022      |
| R. C. Estrasburgo      | Francia | 2024-     |

## Palmarés

### Títulos nacionales
| Título         | Club     | País   | Año  |
| -------------- | -------- | ------ | ---- |
| Allsvenskan    | Malmö FF | Suecia | 2021 |
| Copa de Suecia | Malmö FF | Suecia | 2022 |
| Allsvenskan    | Malmö FF | Suecia | 2023 |
| Copa de Suecia | Malmö FF | Suecia | 2024 |